# Čiharu Igaja
Čiharu Igaja (猪谷 千春 Igaya Chiharu, * 20. května 1931 Tomari) je bývalý japonský reprezentant v alpském lyžování. Studoval v USA na Dartmouth College a stal se mistrem National Collegiate Athletic Association ve slalomu v roce 1957, trénoval ho mistr světa ve sjezdu Walter Prager. Zúčastnil se tří olympijských her, na ZOH 1956 v Cortině d'Ampezzo získal pro Japonsko první medaili ze zimní olympiády, když obsadil druhé místo ve slalomu. Na mistrovství světa v alpském lyžování 1958 v Bad Gasteinu skončil třetí ve slalomu a čtvrtý v kombinaci.
Po ukončení závodní kariéry pracoval v pojišťovnictví, byl také sportovním funkcionářem. V letech 1982–2012 byl členem Mezinárodního olympijského výboru, v letech 2005–2009 zastával funkci místopředsedy MOV. V roce 2012 mu byl udělen Olympijský řád.

## Výsledky
- Zimní olympijské hry 1952: 24. místo ve sjezdu, 20. místo v obřím slalomu, 11. místo ve slalomu
- Zimní olympijské hry 1956: sjezd nedokončil, 11. místo v obřím slalomu, 2. místo ve slalomu
- Zimní olympijské hry 1960: 34. místo ve sjezdu, 23. místo v obřím slalomu, 12. místo ve slalomu